# Sunflower (Misisipi)
Sunflower es un pueblo del condado de Sunflower en el estado de Misisipi (Estados Unidos). En el año 2000 tenía una población de 696 habitantes en una superficie de 1 km², con una densidad poblacional de 663.8 personas por km².

## Geografía
Sunflower se encuentra ubicado en las coordenadas 33°32′43″N 90°32′15″O / 33.54528, -90.53750. Según la Oficina del Censo, el pueblo tiene un área total de 1 km² (0,4 mi²), de la cual 1 km² (0,4 mi²) es tierra y 0 km² (0 mi²) es agua.

### Localidades adyacentes
El siguiente diagrama muestra a las localidades en un radio de 24 kilómetros (14,9 mi) de Sunflower.

## Demografía
Para el censo de 2000, había 696 personas, 229 hogares y 166 familias en la localidad. La densidad de población era 663.8 hab/km².
En el 2000 la renta per cápita promedia del hogar era de $ 21.842 y el ingreso promedio para una familia era de $23.750. El ingreso per cápita para la localidad era de $12.176. En 2000 los hombres tenían un ingreso per cápita de $22.143 contra $21.458 para las mujeres. Alrededor del 39.5% de la población estaba bajo el umbral de pobreza nacional.